# Фалероне
Фалероне (итал. Falerone) насеље је у Италији у округу Фермо, региону Марке.
Према процени из 2011. у насељу је живело 500 становника. Насеље се налази на надморској висини од 374 м.

## Становништво
| 1936. | 1951. | 1961. | 1971. | 1981. | 1991. | 2001. | 2011. |
| ----- | ----- | ----- | ----- | ----- | ----- | ----- | ----- |
| 4.543 | 4.606 | 4.228 | 3.655 | 3.502 | 3.317 | 3.176 | 3.395 |